# コリーヌ・ブルーンス
コリーヌ・ブルーンス（英語: Corenne Bruhns、1991年1月31日 - ）は、アメリカ合衆国出身、メキシコの女性フィギュアスケート選手。（女子シングル、アイスダンス）。パートナーはライアン・ヴァン・ナッテン、ベンジャミン・ウェスタンバーガー、アンドリュー・ラブリク。
2012年メキシコフィギュアスケート選手権優勝。2008年四大陸フィギュアスケート選手権女子シングル代表。

## 経歴
イリノイ州ネイパービル生まれ。2000年からスケートを始める。
アメリカ在住だが競技歴を通じメキシコに所属し、女子シングルで北米開催のオープン大会等に出場している。
2006年に所属国メキシコで開催されたISUジュニアグランプリ大会に出場し、翌シーズンもISUジュニアグランプリ1大会に出場。さらに四大陸フィギュアスケート選手権にメキシコ代表で出場した。
2010年にはアイスダンス種目で四大陸フィギュアスケート選手権に出場した。パートナーをアンドリュー・ラブリクに変更し翌年にも出場、世界選手権にも初出場。さらに翌シーズンにはライアン・ヴァン・ナッテンとカップルを結成して競技会に出場。

## 主な戦績

### アイスダンス
| 大会/年          | 2009-10 | 2010-11 | 2011-12 | 2012-13 |
| ---------------- | ------- | ------- | ------- | ------- |
| 世界選手権       |         | 15 PR   | 18 PR   |         |
| 四大陸選手権     | 11      | 10      | 10      |         |
| メキシコ選手権   |         |         | 1       |         |
| ニース杯         |         |         |         | 11      |
| リヨン杯         |         | 6       | 6       |         |
| ゴールデンスピン |         |         | 12      |         |

#### 詳細
| 2012-2013 シーズン    |                          |          |          |          |
| 開催日                | 大会名                   | SD       | FD       | 結果     |
| 2012年10月24日 - 28日 | 2012年ニース杯（ニース） | 12 35.21 | 11 55.01 | 11 90.22 |

| 2011-2012 シーズン   |                                                              |          |          |          |          |
| 開催日               | 大会名                                                       | 予選     | SD       | FD       | 結果     |
| 2012年3月26日-4月1日 | 2012年世界フィギュアスケート選手権（ニース）                 | 18 61.11 | -        | -        | -        |
| 2012年2月9日-12日    | 2012年四大陸フィギュアスケート選手権（コロラドスプリングス） | -        | 10 35.93 | 10 55.64 | 10 91.57 |
| 2012年1月6日-8日     | 2012年リヨン杯（リヨン）                                     | -        | 5 44.45  | 7 59.63  | 6 104.08 |
| 2011年12月8日-10日   | 2011年ゴールデンスピン（ザグレブ）                           | -        | 12 31.84 | 12 55.81 | 12 87.65 |

| 2010-2011 シーズン   |                                                |          |          |          |          |
| 開催日               | 大会名                                         | 予選     | SD       | FD       | 結果     |
| 2011年4月25日-5月1日 | 2011年世界フィギュアスケート選手権（モスクワ） | 15 55.51 | -        | -        | -        |
| 2011年2月15日-20日   | 2011年四大陸フィギュアスケート選手権（台北）   | -        | 11 40.68 | 10 47.87 | 10 88.55 |
| 2010年11月19日-21日  | 2010年リヨン杯（リヨン）                       | -        | 6 35.46  | 6 60.63  | 6 96.09  |

| 2009-2010 シーズン |                                        |          |          |          |           |
| 開催日             | 大会名                                 | CD       | OD       | FD       | 結果      |
| 2010年1月27日-29日 | 四大陸フィギュアスケート選手権（全州） | 11 17.71 | 10 34.33 | 12 54.03 | 11 106.07 |

### 女子シングル
| 大会/年              | 2005-06 | 2006-07 | 2007-08 |
| -------------------- | ------- | ------- | ------- |
| 四大陸選手権         |         |         | 24      |
| JGPメキシコ杯        |         | 12 J    |         |
| JGP B.シュベルター杯 |         |         | 23 J    |
| ガルデナスプリング杯 | 12 J    |         |         |

- J - ジュニアクラス

#### 詳細
| 2007-2008 シーズン    |                                                                |          |          |          |
| 開催日                | 大会名                                                         | SP       | FS       | 結果     |
| 2008年2月11日 - 17日  | 四大陸フィギュアスケート選手権（高陽）                         | 23 28.63 | 23 48.26 | 24 76.89 |
| 2007年10月10日 - 14日 | ISUジュニアグランプリ ブラオエン・シュベルター杯（ケムニッツ） | 22 27.67 | 23 44.97 | 23 72.64 |

| 2006-2007 シーズン   |                                                    |          |          |          |
| 開催日               | 大会名                                             | SP       | FS       | 結果     |
| 2006年9月14日 - 17日 | ISUジュニアグランプリ メキシコ杯（メキシコシティ） | 12 27.33 | 12 45.76 | 12 73.09 |